# Jan Goedkoop (1875-1952)
Jan Goedkoop (8 oktober 1875 - 20 augustus 1952) was een Nederlands reder en directeur van de firma Reederij Gebr. Goedkoop. Jan was de achterkleinzoon van de oprichter van de rederij, Jan Goedkoop sr.

## Biografie
Jan werd in 1875 geboren als zoon van de reder Jan Goedkoop Dzn en Antoinette Wilhelmina Duys. Na het doorlopen van de lagere school ontving hij onderwijs aan een kostschool in Baarn. In 1893 kwam hij als bediende in dienst bij het familiebedrijf Gebr. Goedkoop. Deze Amsterdamse onderneming was in en rond Noord-Holland actief als vrachtvervoerder, onderhield er passagiersdiensten en verrichtte waterwerken. Daarnaast was het bedrijf actief in het sleep- en bergingswerk. Na het overlijden van zijn vader in 1901 was Goedkoop reeds enig firmant van de rederij. Onder zijn leiding werd de onderneming sterk uitgebreid en maakte het de overgang naar sleepvaartconcern door. In 1922 werd de rederij omgezet in een naamloze vennootschap en tot en met 1939 kon gemiddeld 14% dividend worden uitgekeerd. In 1939 werd de sleepvaartrederij Bureau Wijsmuller overgenomen, waardoor Goedkoop over de grootste vloot sleepboten ter wereld kon beschikken.
Goedkoop trad in 1948 af als directielid en werd opgevolgd door de in 1945 in de directie benoemde Bart Goedkoop en Jan Goedkoop Dzn, achterkleinzoons van Daniël en Pieter, die Gebr. Goedkoop in 1842 vestigden. Jan Goedkoop overleed in 1952.